# リンク 14
リンク 14（英語: Link 14）は、北大西洋条約機構（NATO）で標準化された戦術データ・リンクの規格。当初はB-Linkと称されていた。

## 概要
アメリカ海軍が開発した海軍戦術情報システム（NTDS）では、データ・リンクの標準規格としてリンク 11を用いていたが、これに対応できる戦術情報処理装置はかなり大規模な容積や電力供給を必要としており、旧式艦や小型艦では搭載できないケースが想定された。このことから、NTDS搭載艦から非搭載艦に情報を送信するためのデータ・リンクとして開発されたのがリンク 14である。
受信側の装置に応じて、短波（HF）・超短波（VHF）・極超短波（UHF）のいずれも周波数帯も使用可能であり、伝送速度は75 bpsである。メッセージのフォーマットはSTANAG 5514として定義されており、基本的にリンク 11で共有される情報をラジオテレタイプ（RTTY）で送れるようテキスト化したもので、これをテレタイプ端末によって受信するため、受信側は特別な設備を必要としないという特徴がある。ただしNTDSで共有される情報量を手動でプロットすることになるため、飽和状態になりやすいという問題があった。海上自衛隊がはつゆき型護衛艦に搭載するために開発したOYQ-5では、リンク 14によって受信したデータを入力する機能が後日装備されたものの、これらの手間によるタイムロスの問題などから実用性には乏しかった。またアメリカ海軍のオリバー・ハザード・ペリー級ミサイルフリゲートの初期建造艦が搭載していたJTDS（Junior Tactical Data System）でもリンク 14からの情報を入力する方式としていたものの、こちらはのちの改修でリンク 11に対応した。
なお北大西洋条約機構での運用は2000年で終了した。